# Zbigniew Żakiewicz

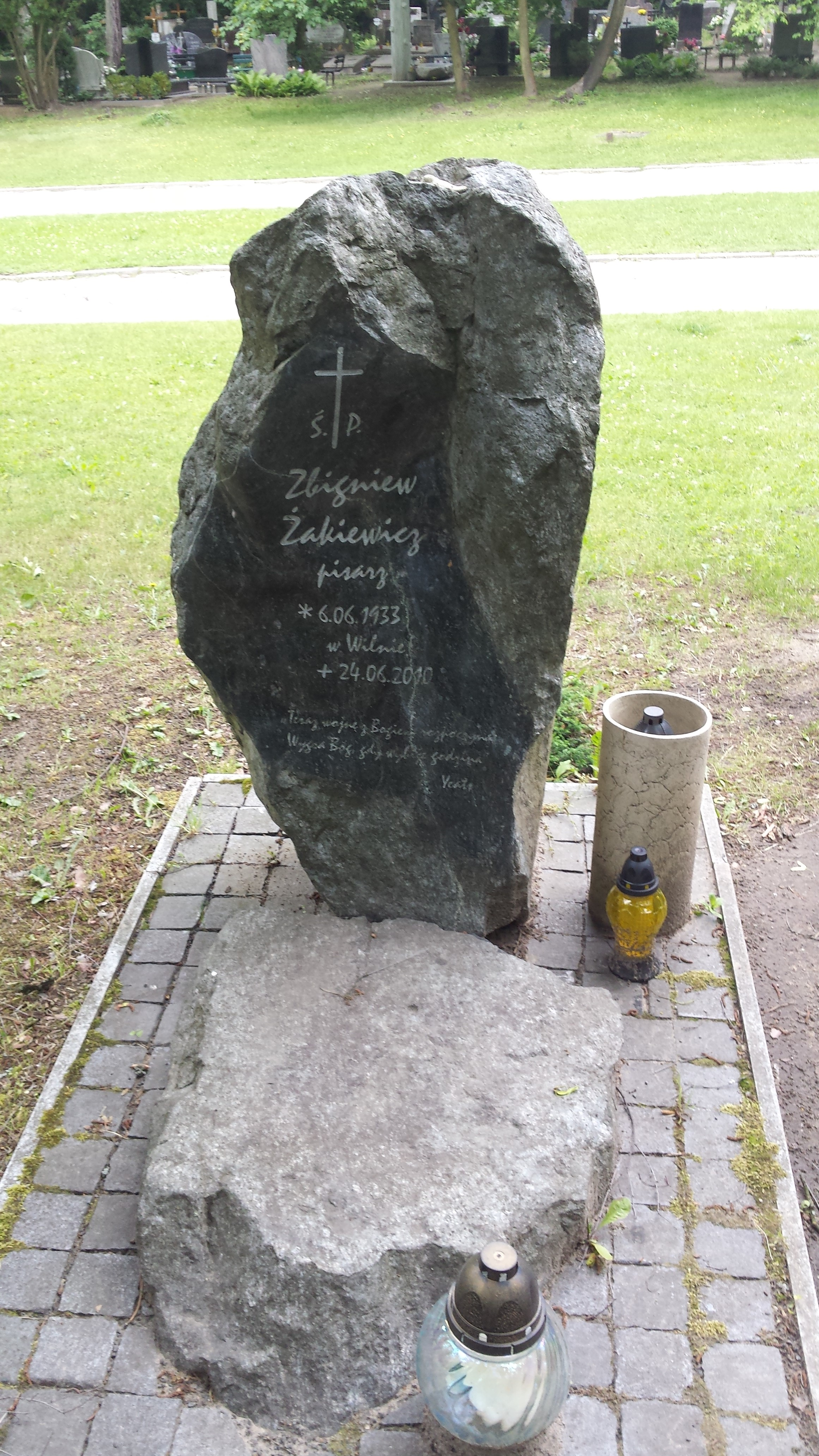
Grób Zbigniewa Żakiewicza na cmentarzu Srebrzysko w Gdańsku

Zbigniew Żakiewicz (ur. 6 czerwca 1933 w Wilnie, zm. 24 czerwca 2010 w Gdańsku) – polski pisarz, publicysta, rusycysta i historyk literatury rosyjskiej.

## Życiorys
Urodził się w Wilnie, w ziemiańskiej rodzinie Józefa, nadleśniczego, plenipotenta Zdzisława hr. Tyszkiewicza z Izabelina pod Mołodecznem, i Zofii z Oganowskich. Wychowywał się w Mołodecznie (obecnie Białoruś), w XVIII-wiecznym dworze Tyszkiewiczów, w którym jego ojciec otrzymał służbowe mieszkanie. 17 września 1939 szesnastoletni Żakiewicz doświadczył wkroczenia do swojej rodzinnej miejscowości Armii Czerwonej, która przebywała w Mołodecznie do przejęcia terenu przez Niemców w czerwcu 1941 roku. W latach 1941–1942 mieszkał z matką w zdewastowanym w czasach rządów władzy radzieckiej majątku dziadka Antoniego Oganowskiego oddalonym 7 km od Smorgoni. W maju 1945 roku umarł na gruźlicę ojciec pisarza. Zbigniew Żakiewicz wraz z matką został repatriowany do Polski centralnej w 1946 roku. Początkowo zamieszkał w Łodzi, gdzie ukończył Technikum Przemysłu Włókienniczego Ministerstwa Przemysłu Lekkiego. Następnie studiował rusycystykę we Wrocławiu, gdzie poznał przyszłą żonę Dominikę i Opolu, gdzie mieszkał z rodziną do 1967 r. Przez wiele lat był związany z Gdańskiem i Kaszubami. Pracownik naukowy Uniwersytetu Gdańskiego (starszy wykładowca w Instytucie Filologii Rosyjskiej).
Jeden ze współczesnych prozaików z tzw. nurtu literatury kresowej, często wymieniany obok Konwickiego, Odojewskiego i Buczkowskiego. Prócz nostalgicznej prozy wspomnieniowej (m.in. powieści zebrane w wydanym w 2006 r. tomie pt. Tryptyk Wileński) w latach 70. XX wieku tworzył również prozę eksperymentalną, oniryczną, zdradzającą jego zainteresowania fantasmagoriami francuskiej nouveau roman, z licznymi echami twórczości Białoszewskiego, Gombrowicza czy Konwickiego (czytelnymi zwłaszcza w powieściach Czteropalcy i To sen tylko, Danielu).
W latach 80. i 90. był publicystą katolickiego dwutygodnika „Gwiazda Morza”
Zmarł w Gdańsku, pochowany na cmentarzu Srebrzysko (rejon IV, taras I-1a-40).

## Życie prywatne
Wraz z żoną Dominiką mieli troje dzieci: syna Macieja, doktora nauk historycznych, oraz dwie córki, Zofię i Agatę.

## Twórczość

### Zbiory opowiadań
- 1962 Chłopiec o lisiej twarzy
- 1967 Liście
- 1969 Domy

### Powieści
- 1968 Ród Abaczów (wyd. 2 1971; wyd. 3 1979; wyd. 4 w trylogii pt. Saga Wileńska w 1992)
- 1970 Biały karzeł (wyd. 2 1975)
- 1973 To sen tylko, Danielu...
- 1975 Dolina Hortensji (wyd. 2 1977; wyd. 3 1980; wyd. 4 w trylogii pt. Saga Wileńska 1992)
- 1977 Czteropalcy
- 1978 Markigo
- 1982 Wilcze łąki (wyd. 2 w trylogii pt. Saga Wileńska 1992)
- 1988 Ciotuleńka[6]
- 1993 Wilio, w głębokościach morza[7]
- 2000 Gorycz i sól morza[8]

### Szkice literackie
- 1970 Ludzie i krajobrazy
- 1977 Dziennik intymny mego N.N.
- 1987 Pożądanie Wzgórz Wiekuistych[9]
- 1996 Ujrzane, w czasie zatrzymane[10]

### Utwory dla dzieci i młodzieży
- 1972 Kraina Sto Piątej Tajemnicy (wyd. 2 1977; wyd. 3 1988)
- 1975 Ostatni rejs »Grubego Jana«
- 1976 Dwaj dzielni z Plimplańskiego Lasu (wyd. 2 1981), na podstawie książki powstał później serial lalkowy Maurycy i Hawranek[11]
- 1979 Straszne bliźnięta[12]
- 1981 Opowieści z Bajkolandii[13]
- 1982 Pan Tip-Top[14]
- 1987 Latarnia dziadka Utopka[15]
- 1988 Opowieść o wiernym pająku[16]

## Odznaczenia i nagrody
- 1971 – Nagroda Fundacji im. Kościelskich
- 1976 – Złoty Krzyż Zasługi
- 1989 – Krzyż Kawalerski Orderu Odrodzenia Polski
- 1998 – Medal Komisji Edukacji Narodowej
- 1999 – Nagroda Prezydenta Miasta Gdańska w Dziedzinie Kultury[17]
- 2000 – Medal Księcia Mściwoja II[18]
- 2003 – Nagroda Prezydenta Miasta Gdańska w Dziedzinie Kultury za całokształt twórczości literackiej[17]

## Upamiętnienie
6 czerwca 2024 r. w Gdańsku Wrzeszczu na kamienicy przy ulicy Kościuszki 26 została odsłonięta  tablica pamiątkowa z napisem po polsku i angielsku: W tym budynku w latach 1967–2010 żył i pracował Zbigniew Żakiewicz, wileńsko-gdański pisarz z „Doliny Hortensji”, publicysta, wykładowca akademicki, kronikarz życia kulturalnego miasta i piewca Miłosierdzia Bożego.